# Klass I i ishockey 1935/1936
Klass I i ishockey 1935/1936 var den nionde säsongen med Klass I som näst högsta serien inom ishockey i Sverige. Serien spelades som en dubbelserie där lagen mötte varandra två gånger. Serien hann inte spelas färdigt under våren utan fortsatte i december, sista matchen spelades 21 december. Nya lag var Nacka SK och Matteuspojkarna som flyttats ner från Elitserien samt Johannes-Pojkarna och IFK Mariefred som flyttats upp från Klass II. Högsta serien bytte detta år namn till Svenska serien.

## Poängtabell
| Nr | Lag                  | S  | V | O | F  | GM | IM | MS  | P  |
| -- | -------------------- | -- | - | - | -- | -- | -- | --- | -- |
| 1  | UoIF Matteuspojkarna | 14 | 8 | 3 | 3  | 23 | 8  | +15 | 19 |
| 2  | Tranebergs IF        | 14 | 7 | 4 | 3  | 32 | 19 | +13 | 18 |
| 3  | Nacka SK             | 14 | 7 | 2 | 5  | 27 | 20 | +7  | 16 |
| 4  | IFK Mariefred        | 14 | 6 | 3 | 5  | 23 | 17 | +6  | 15 |
| 5  | Stockholms IF        | 14 | 5 | 4 | 5  | 23 | 19 | +4  | 14 |
| 6  | IK Sture             | 14 | 5 | 4 | 5  | 16 | 15 | +1  | 14 |
| 7  | Johannes-Pojkarna    | 14 | 6 | 2 | 6  | 9  | 14 | −5  | 14 |
| 8  | Liljanshofs IF       | 14 | 0 | 2 | 12 | 5  | 46 | −41 | 2  |